# گمینا دوبرومیژ
گمینا دوبرومیژ (به لهستانی:  Gmina Dobromierz) یک گمینا در لهستان است که در شهرستان شویدنگتسا واقع شده است. گمینا دوبرومیژ ۸۶٫۴۶ کیلومتر مربع مساحت و ۵٬۳۰۶ نفر جمعیت دارد.